# Rhyssemus hamatus
Rhyssemus hamatus är en skalbaggsart som beskrevs av Rudolph Petrovitz 1963. Rhyssemus hamatus ingår i släktet Rhyssemus och familjen Aphodiidae. Inga underarter finns listade i Catalogue of Life.